# Alicia Patterson
Alicia Patterson, född 15 oktober 1906, död 2 juli 1963, var amerikansk grundare och chefredaktör för tidningen Newsday.
Patterson växte upp i en tidningsfamilj, hennes far, Joseph Medill Patterson, startade tidningen New York Daily News och hon var barnbarn till Chicago Tribunes ägare Joseph Medill. Själv skapade hon seriefiguren Deathless Deer med Neysa McMein. Efter att hon gift sig med Harry Guggenheim föreslog han att de tillsammans skulle starta tidningen Newsday. Tidningen blev på några år en av de mest betydelsefulla nyhetstidningarna i USA. När Alicia avled 1963 övertog Guggenheim posten som ansvarig utgivare och drev tidningen vidare. Samtidigt inrättade han fonden Alicia Patterson Foundation som årligen delar ut ett pris bland amerikanska journalister.
Guggenheim lät Joan Miró skapa väggmålningen Alicia till hennes minne. 